# Лумініца (Молдова)
Лумініца (рум. Luminița) — село у Ніспоренському районі Молдови. Входить до складу комуни, адміністративним центром якої є село Валя-Трестієнь.

## Населення
За даними перепису населення 2004 року у селі проживали 285 осіб.
Національний склад населення села:
| Національність   | Кількість осіб | Відсоток   |
| ---------------- | -------------- | ---------- |
| молдавани румуни | 280 3          | 98,2% 1,1% |
| українці         | 1              | 0,4%       |
| росіяни          | 1              | 0,4%       |
| Всього           | 285            | 100%       |